# 顧縣川主廟
顧縣川主廟位於四川省岳池縣，文物遺址年代判定為清。2012年7月16日公佈為第八批四川省文物保護單位。
顧縣川主廟位於四川省岳池縣顧縣鎮中發街西，是當地保存較完整的，祭祀先秦蜀郡守李冰的歷史紀念建築物。據川主廟尚存建築特色和《奉文優免》碑載，川主廟始建於宋代，清乾隆四十七年（1782）重建。建築群座東向西，由前殿、正殿、後殿及南北廂房組成，占地面積1200平方公尺，建築面積893.8平方公尺。前殿：面闊5間27公尺；上為戲樓，戲樓面闊3間9公尺，進深8.3公尺，高7.2公尺，一樓一底，通高8.6公尺。下為通往廟外的正大門。左右施配殿，前殿為重簷歇山式屋頂，穿斗疊梁綜合式屋架，青瓦屋面。配殿為單簷懸山式屋頂，穿逗梁架。前殿前為遞進式二級平臺，前平臺前置有望柱平板式欄杆；後平臺置簷簷柱。顧縣川主廟戲樓形制獨特，除主戲樓外，南北配殿各置有小戲樓鋪佐，為研究古代戲樓的建造提供了重要的實物依據。2002年，顧縣川主廟被岳池縣人民政府公佈為縣級文物保護單位；2005年，顧縣川主廟被廣安市人民政府公佈為市級文物保護單位。